# Chapelle de Vers
La chapelle de Vers ou chapelle Notre-Dame-de-Vers, est une chapelle située dans le hameau de Vers dépendant lui-même du village de Saint-Igny-de-Vers dans le département du Rhône (Auvergne-Rhône-Alpes).
La chapelle attirait autrefois des pèlerins qui venaient prier pour la destruction des vers nuisant aux récoltes de leurs champs ou bien pour guérir leurs enfants infectés par les vers parasites,. On peut aujourd'hui admirer son toit aux tuiles colorées, ses peintures intérieures ainsi que ses vitraux.

## Description
La chapelle de Vers est dédiée à la Nativité de Marie et a été bâtie au cours du XIIe siècle par les moines du mont Saint-Rigaud,.
C'est un des rares édifices religieux présentant un intérieur de 1900 entièrement peint à la main. Au sein de la chapelle, on peut aussi admirer deux verrières de 1885 réalisées par le célèbre maitre verrier lyonnais Lucien Bégule. Celles-ci sont situées de part et d'autre du chœur,.
La chapelle est située à proximité immédiate de la Bourgogne et ses toits sont recouverts de tuiles plates vernissées polychromes.

## Localisation
La chapelle est située au sein du hameau de Vers dans le département du Rhône en région Auvergne-Rhône-Alpes. Elle est précisément localisée à 4 kilomètres de la commune Saint-Igny-de-Vers et 10 kilomètres de La Clayette (en Saône-et-Loire).

## Historique

### Histoire de la chapelle
Édifiée au XIIe siècle par les moines de l'abbaye Saint-Rigaud, ceux-ci possédaient une maison à proximité qui fut pillée puis démolie en 1562.
En 1288, la chapelle passe à la charge des chanoines réguliers d'Aigueperse qui dépendent du Diocèse d'Autun. En 1562, les Calvinistes s'emparent des biens du cloître, pillent les archives et démolissent les maisons. Le Chapitre d'Aigueperse et cette partie de la paroisse de Santigny (Saint-Igny-de-Vers) relevèrent jusqu'à la Révolution du Diocèse d'Autun. L'autre partie de la paroisse appartenait au Diocèse de Macon.
Puis, en 1793, l'édifice fut déclaré Bien national et Monsieur Jugnet, vivant à Saint-Igny-de-Vers, l'acquit. Il fut, par la suite, revendu à la famille Cellard du Sordet qui entreprit de le restaurer afin de le rendre au culte. Il était alors en très mauvais état ce qui n'empêchait pas les pèlerins, notamment des "Bleus", d'y venir. La chapelle fut bénie en 1874 par les Grand Vicaire Gonthesoulard et les travaux réalisés par les maçons du pays se terminèrent en 1879. Notre-Dame-de-Vers fut ensuite enrichie d'indulgences par le pape Léon XIII. La messe dominicale s'y trouva assurée jusqu'en juin 1944 et le dernier aumônier fut l'Abbé Beaujeu.

Vue Nord Ouest de la Chapelle de Vers
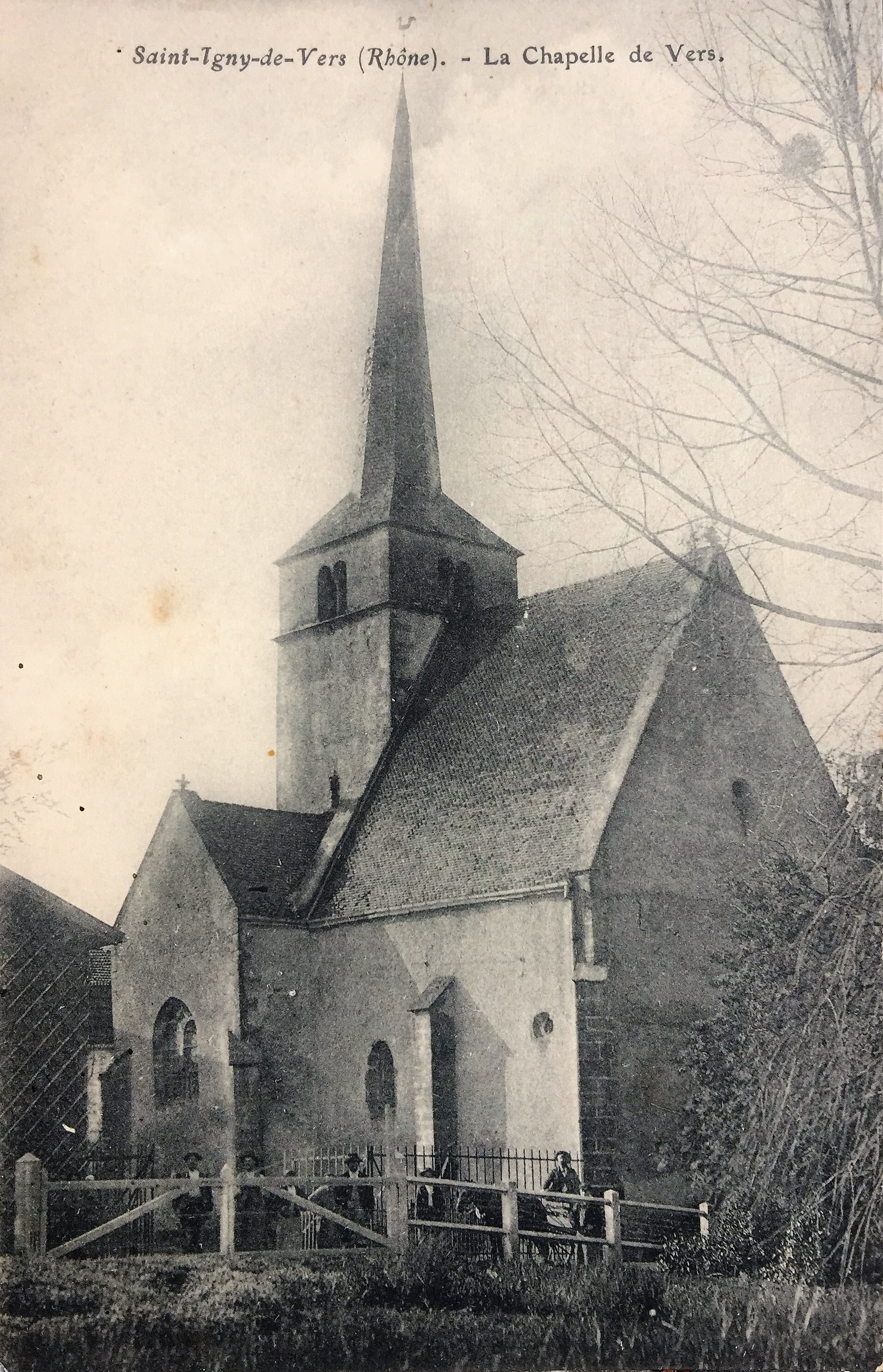
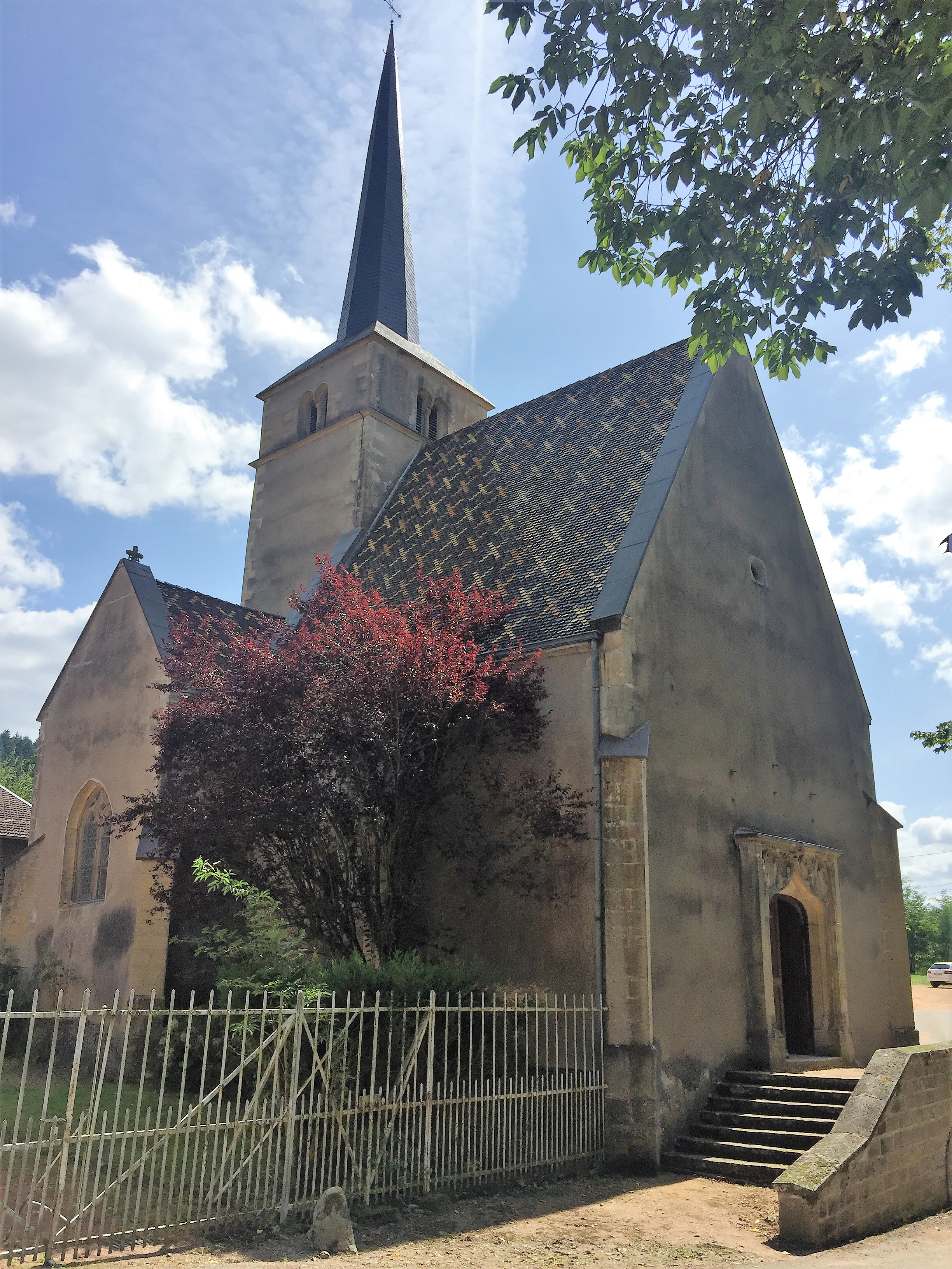

### Consécration à la Vierge Marie
La chapelle de Vers est consacrée à la Vierge Marie lors de sa restauration par M. Raoul du Sordet dans les années 1870. Une statue de la Sainte Vierge prend alors place au-dessus du maître-autel et est entourée des statues de saint Joseph et de Jésus dans chaque transept : 
- dans le transept nord, un autel surmonté d’une statue de Jésus montrant son Cœur brûlant d’amour pour les hommes, révélé à Marguerite-Marie Alacoque au XVIIe siècle ;
- dans le transept sud, un troisième autel dédié à saint Joseph que l’on reconnaît au lys et à l’équerre de charpentier qu’il porte.

Les vitraux de Lucien Bégule, situés de part et d'autre du maître-autel retracent les principaux moments de la vie de Marie : 
- l’Annonciation : l’ange Gabriel annonce à Marie qu’elle va enfanter un fils,
- la naissance de Jésus : Marie et Joseph entourent le berceau de Jésus,
- la mort de Jésus : Marie est au pied de la croix avec l’apôtre saint Jean,
- le couronnement de la Vierge : après l’Assomption, le Christ couronne la Vierge qui devient ainsi Reine des cieux.

Autels et vitraux de la chapelle de Vers
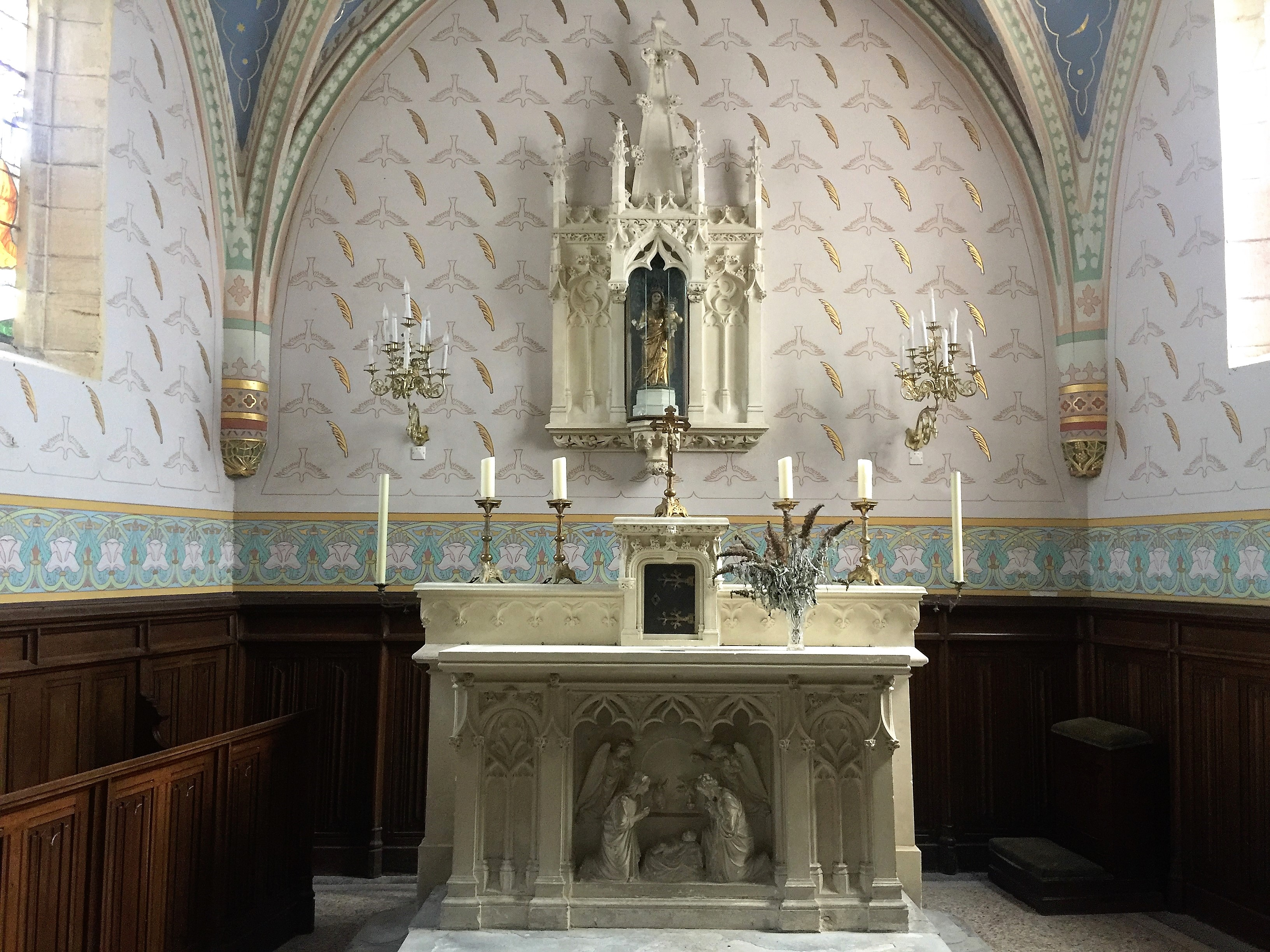
Maitre Autel
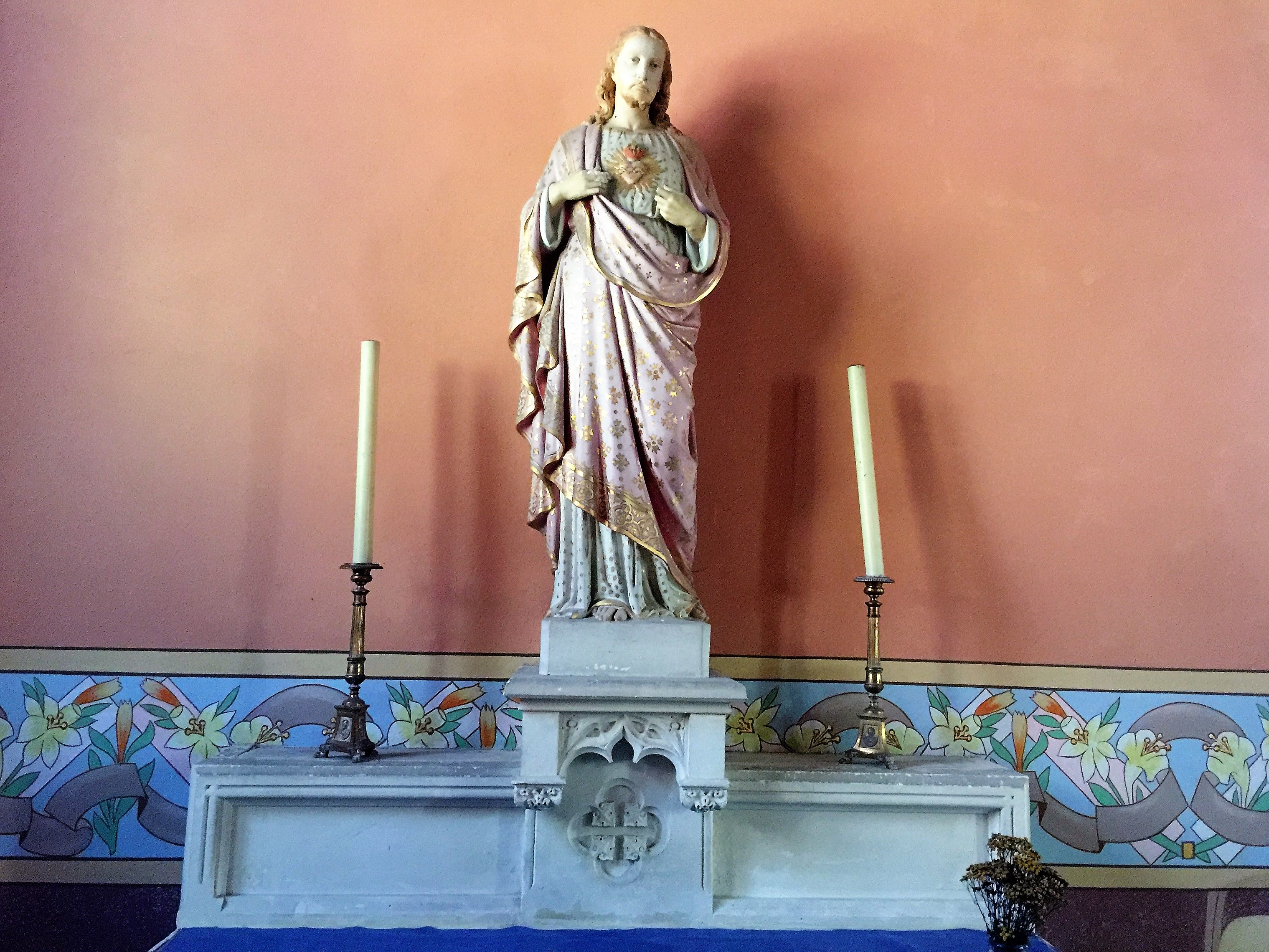
Jésus
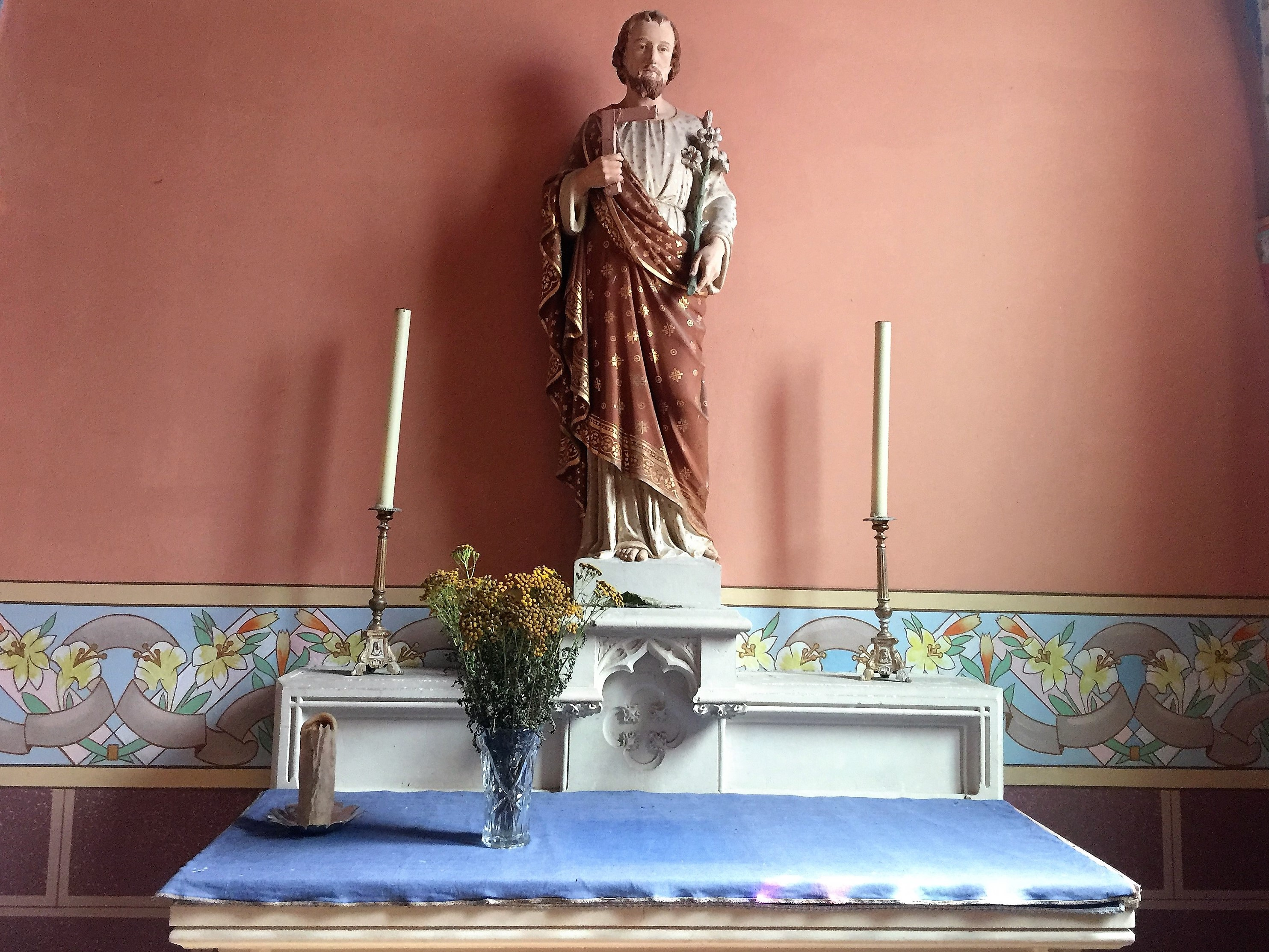
Saint Joseph
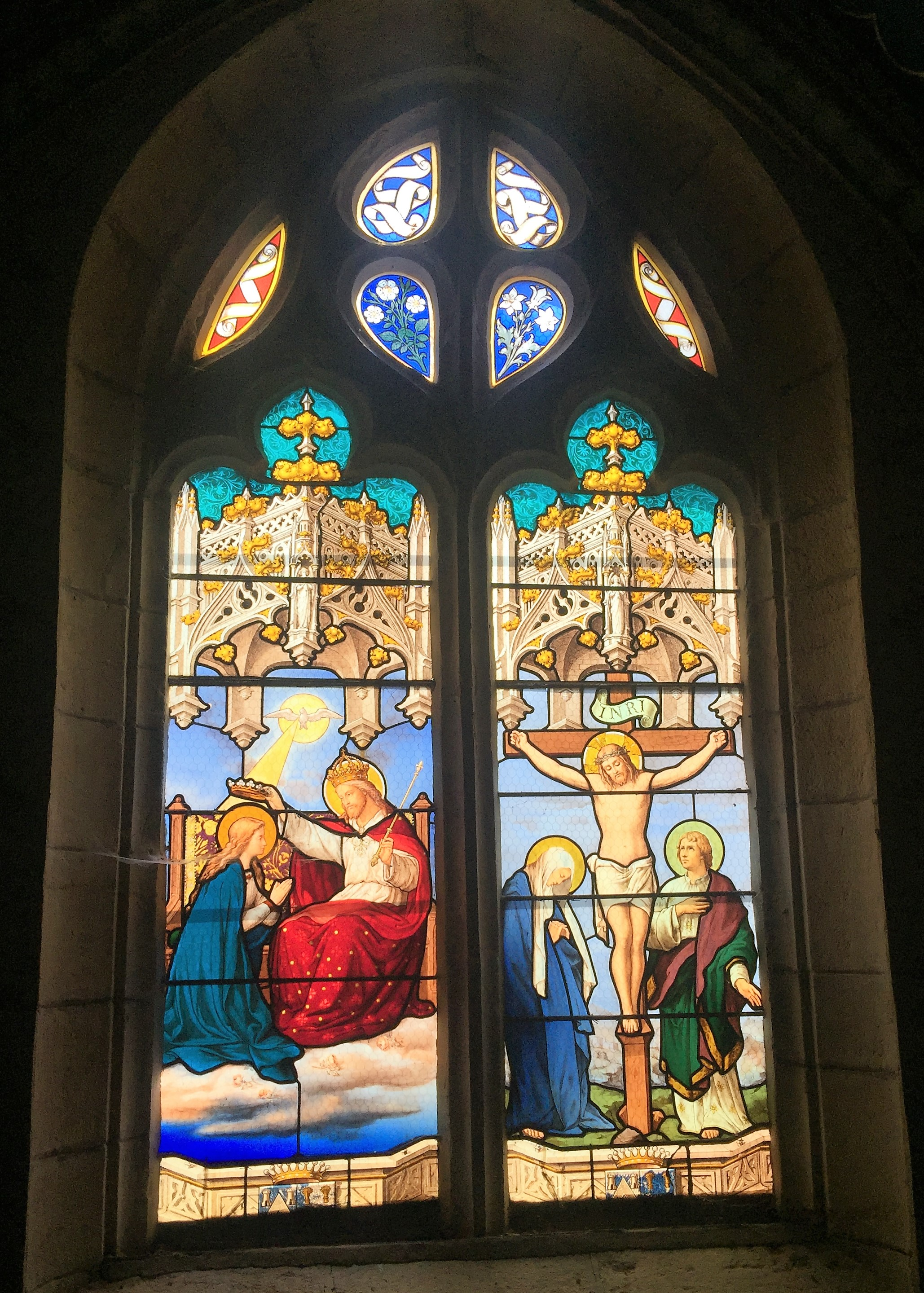
Vitrail Sud
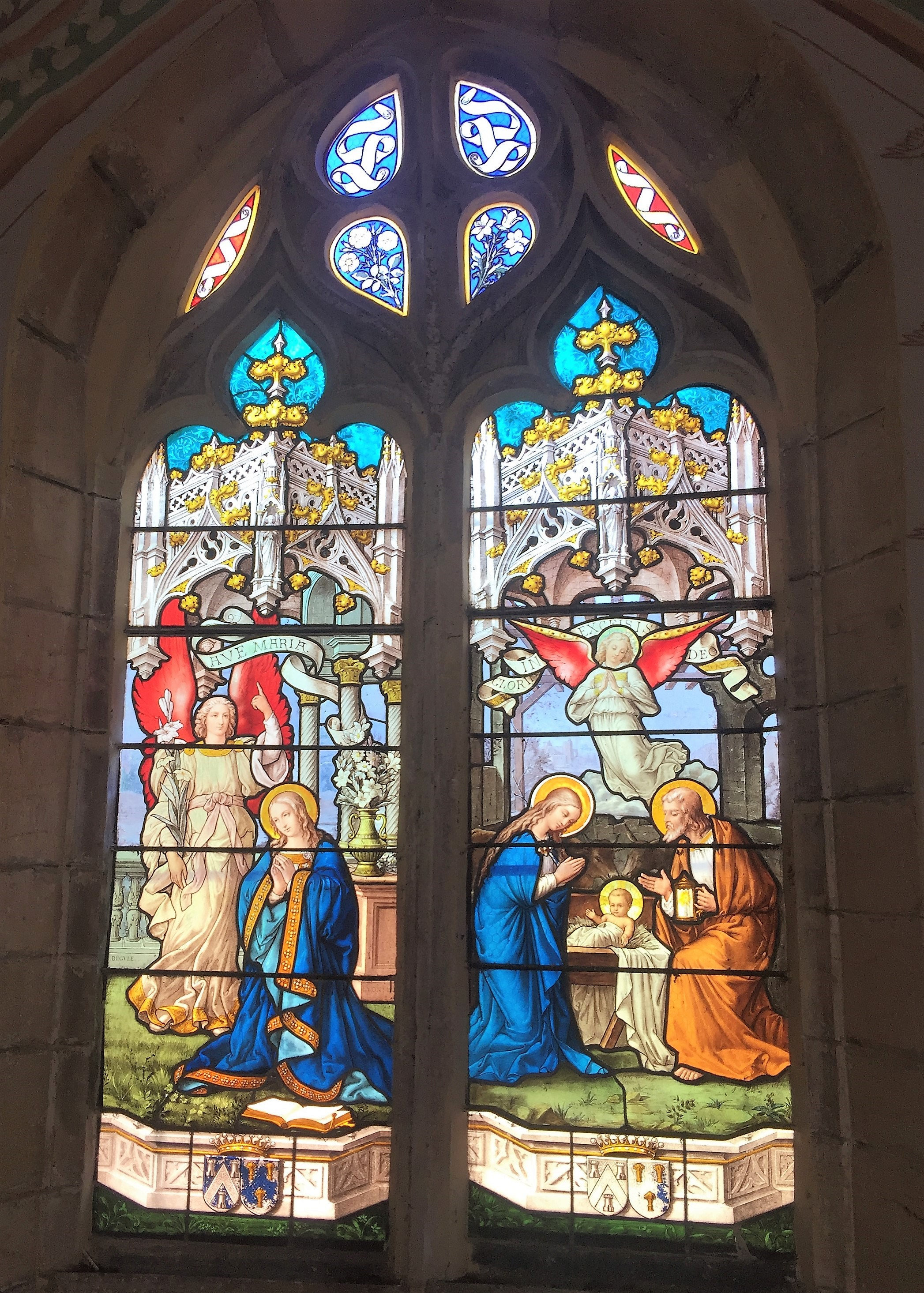
Vitrail Nord

### Tragédie de Vers
Du 19 au 22 juin 1944, le hameau et le château de Vers, propriété de la famille Cellard du Sordet, furent détruits et pillés, après un accrochage avec le maquis local, par une compagnie de la Wehrmacht, tuant deux prisonniers pris dans la population : Raoul du Sordet et Noël Guittat. Seule la chapelle put être sauvée des flammes par ses habitants,,,,.

La chapelle et le hameau de Vers
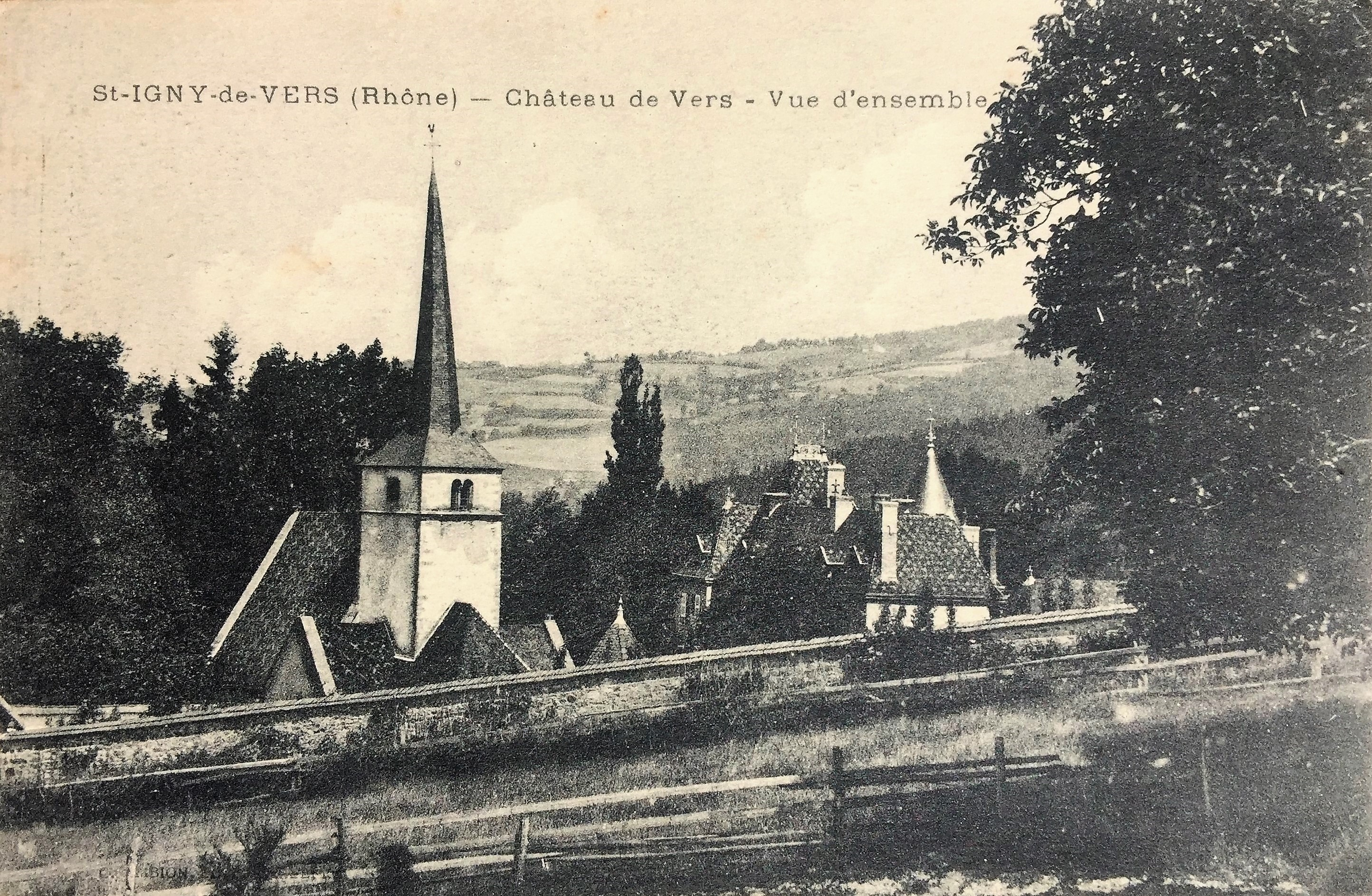
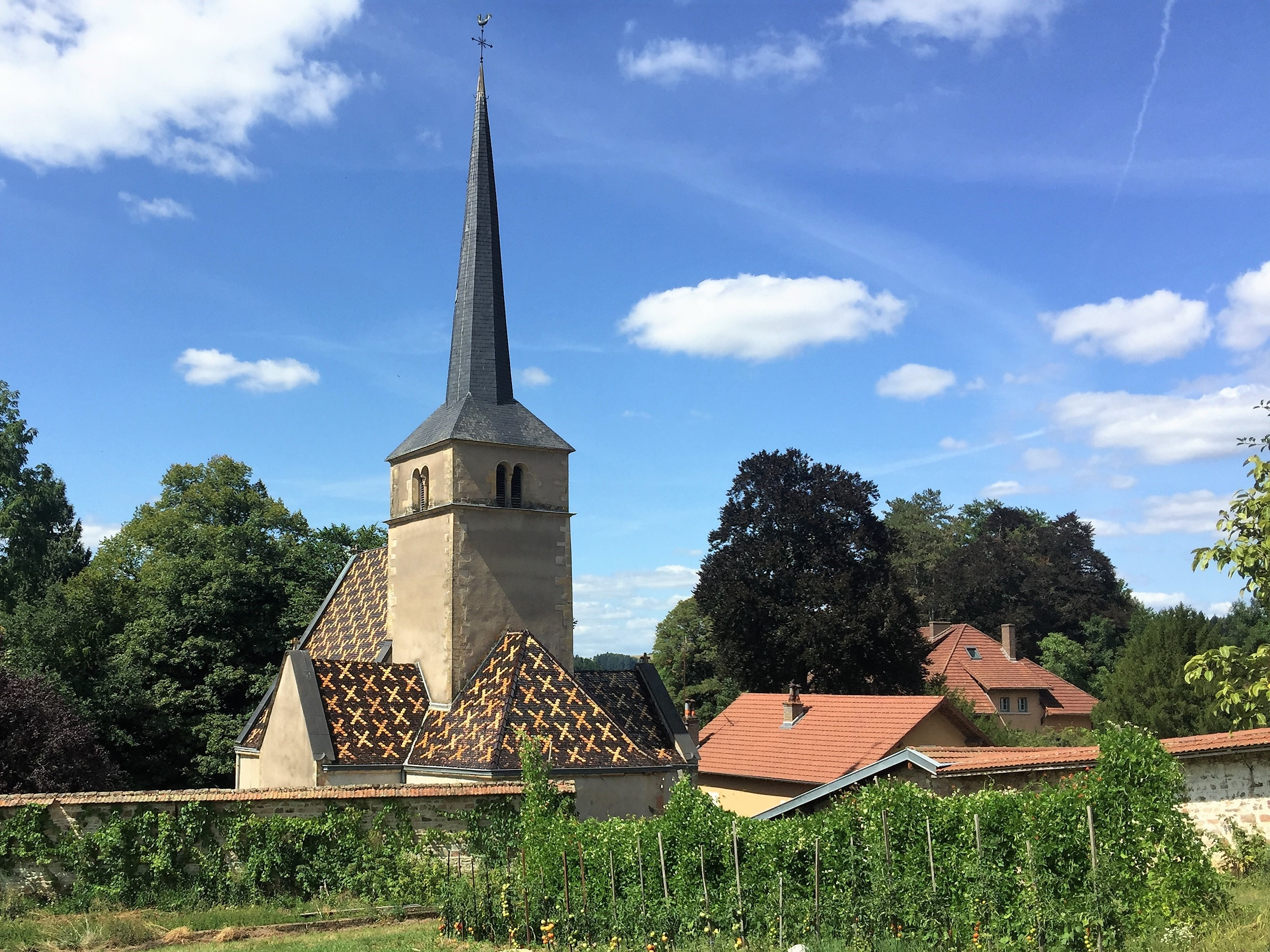

### Association Notre Dame de Vers
En 1980, la famille Cellard du Sordet propriétaire de la chapelle la cède à une Association nouvellement créée. La restauration intérieure est votée en 1993 et, avec l'aide des collectivités locales et régionales, celle-ci est terminée en juillet 1997.